# تپه گورستان خورشیدآباد
تپه قبرستان خورشید آباد مربوط به متاخر دوران‌های تاریخی پس از اسلام - سدهٔ ۱۰ تا ۱۳ ه.ق است و در شهرستان مشگین‌شهر، بخش مرکزی، دهستان مشکین غربی، روستای خورشید آباد واقع شده و این اثر در تاریخ ۲۸ اسفند ۱۳۸۵ با شمارهٔ ثبت ۱۹۰۰۴ به‌عنوان یکی از آثار ملی ایران به ثبت رسیده است.